# Termas romanas de Amélie-les-Bains-Palalda
Las termas romanas de Amélie-les-Bains-Palalda, en la comuna de Amélie-les-Bains-Palalda, en la región de Vallespir (Pirineos Orientales), un establecimiento termal de origen romano que está actualmente activo.
Se encuentra en el sur de la aldea, entre la Place du Maréchal-Joffre, la Plaza de Aragón y el Camino de la Fortaleza, a la izquierda del Mondony y abajo y hacia el sureste de Fort-les-Bains.
Las termas se establecieron a partir de una fuente que proporciona las aguas ricas en azufre, que están a una temperatura de 63 °C y tienen fama para el tratamiento de reumatismo.
Los edificios actuales incluyen una gran sala romano cubierto con una bóveda, y había una habitación más grande con la piscina en el centro, que ha sido restaurada.
Dentro de los recintos de las termas se fundó en el año 778 el monasterio de Santa María del Vallespir, luego Santa María de Arlés. Más tarde, se erigió la iglesia de Sant Quintí de Arlés, documentada en el año 869, y fue renovado en XI y en XIV, y finalmente derribada en 1932 para construir las habitaciones del hotel termal.
Fueron declaradas monumento histórico en el año 1905.